# Placas
Placas is een gemeente in de Braziliaanse deelstaat Pará. De gemeente telt 19.592 inwoners (schatting 2009).

## Geografie

### Hydrografie
De rivier de Curuá Una ontspringt in de gemeente.

### Aangrenzende gemeenten
De gemeente grenst aan Altamira, Belterra, Rurópolis, Santarém en Uruará.

### Beschermde gebieden

#### Inheems gebied
- Terra Indígena Cachoeira Seca

#### Bosgebied
- Floresta Nacional do Tapajós

## Verkeer en vervoer

### Wegen
Placas is via de hoofdweg BR-230 verbonden met de naburige gemeenten Rurópolis en Uruará. Er loopt een traject van de hoofdweg BR-163 door de gemeente.